# Градиште (Хрватска)
Градиште је насеље и седиште истоимене општине у Републици Хрватској. Налази се у Вуковарско-сремској жупанији. Често се ово насеље назива и Градиште код Жупање.

## Географија
Према свом географском положају и дневномиграцијским обележјима општина Градиште припада жупањској Посавини.
Градиште је смештено на самом источном рубу Хрватске, 5 km северно од Жупање и око 250 км источно од Загреба.
Градиште, општина у источној Славонији, простире се данас на 5 756 ha од чега је 3 652 ha ораница, 81 ha воћњака, 1 ha винограда, 57 ha ливада, 48 ha пашњака, 1 314 ha шума те 543 ha неплодног тла. По својој укупној површини Градиште је, када се узму у обзир насеља бивше општине Жупања, просторно мање од Бошњака, Бабине Греде, Дреноваца, Врбање, Сољана, а веће од Церне, Жупање, Строшинаца, Посавских Подгајаца, Штитара, Гуње, Ђурића, Рајевог Села и Шишковаца.

## Становништво
На попису становништва 2011. године, општина, односно насељено место Градиште је имало 2.773 становника.
По попису становништва из 2001. године, општина Градиште имала је 3.382 становника, распоређених у једном насељу — Градишту.
Попис из 1991. године налази у селу 3.297 житеља. По неслужбеним подацима из 2001. године у Градишту живи 3.514 житеља. Занимљиво је примиетити да је у Вуковарско-сријемској жупанији једино Градиште место у којем има више мушкараца од жена (50,9 — 49,1%). Најбројније су особе између 20 и 24 године (8,2%), а најмање је особа између 70 и 74 године (2,7%).
На децу до 14 година отпада 20,6% становника, а оних до 34 године има 51,1%. Ако се ове бројке упореде с просеком у Хрватској или пак с општинама у Вуковарско-сријемској жупанији добија се податак да у Градишту живи млађе становништво. Наиме, у Хрватској је највише особа између 35 и 39 година, а у општинама у жупанији највише особа има између 25 и 29 година старости.

## Попис1991.
На попису становништва 1991. године, насељено место Градиште је имало 3.297 становника, следећег националног састава:
| Попис 1991.‍   | Попис 1991.‍  | Попис 1991.‍ | Попис 1991.‍ | Попис 1991.‍ |
| ------------- | ------------ | ----------- | ----------- | ----------- |
|               |              |             |             |             |
| Хрвати        | Хрвати       |             | 3.101       | 94,05%      |
| Срби          | Срби         |             | 16          | 0,48%       |
| Немци         | Немци        |             | 6           | 0,18%       |
| Југословени   | Југословени  |             | 5           | 0,15%       |
| Мађари        | Мађари       |             | 4           | 0,12%       |
| Словенци      | Словенци     |             | 3           | 0,09%       |
| Албанци       | Албанци      |             | 2           | 0,06%       |
| Муслимани     | Муслимани    |             | 2           | 0,06%       |
| Македонци     | Македонци    |             | 1           | 0,03%       |
| неопредељени  | неопредељени |             | 18          | 0,54%       |
| регион. опр.  | регион. опр. |             | 3           | 0,09%       |
| непознато     | непознато    |             | 136         | 4,12%       |
| укупно: 3.297 |              |             |             |             |

## Знамените личности
- Андрија Шумановац, католички свештеник и богослов
- Мато Топаловић, католички свештеник, члан илирског покрета и противних хрватизације Славонаца
- Шима Јовановац, музичар

## Галерија
- Католичка црква Фрање Асишког
- Спомен плоча над главним вратима католичке цркве. Спомен на краља Томислава, с циљем хрватизације католичког становништва.
- Миса, 21. јануара 2024.
- Статуа Антуна Падованског
- Неколико старијих кућа у центру Градишта, код цркве
- Улаз на гробље
- Проусташки натпис код гробљанске цркве. Иако се говори о данашњој Хрватској, спомиње се назив независна држава Хрватска.
- Црква-капела на гробљу
- Један од старијих гробова. У доба Марије Терезије су се преправљала презимена, са наставком ић у ац. Тако настају презимена Шумановац, Јовановац...
- Гроб Стјепана Јовановца, који је умро 1910. Предак од кога је настало презиме је био Јован, што указује да су му преци били православци, пошто католици немају тај облик тог имена, него Иван. У народној је ношњи, која личи на оне приказане на неким стећцима.
- Стари гроб, Паво Блажевац.
- Стари гроб, Мартин Мартинац.
- Гроб Мате Топаловића, католичког свештеника и противника хрватизациује Славонаца. Реновирани гроб у духу постхумне хрватизације приказује грб Хрватске и украсне орнаменте у облику плетера.
- Капелица